# Ben Wallace (homme politique)
Pour les articles homonymes, voir Ben Wallace et Wallace.
Robert Ben Lobban Wallace, né le 15 mai 1970 dans le borough londonien de Bromley, est un militaire et homme politique britannique. Membre du Parti conservateur, il est secrétaire d'État à la Défense depuis le 24 juillet 2019 dans le gouvernement de Boris Johnson puis de Rishi Sunak, jusqu'à sa démission le 31 août 2023.

## Biographie

### Jeunesse et études
Wallace naît le 15 mai 1970 à Farnborough, dans le Kent. Formé à Millfield dans le Somerset, il étudie la politique avec Clive Thomas, qui a également le professeur de Julian Smith et Margot James. Après l'école, il exerce en tant que moniteur de ski dans le village d'Alpbach en Autriche. Au cours de cette période, ses parents déménagent en Pennsylvanie aux États-Unis, où ils vivent pendant 7 ans.

### Engagement militaire
Âgé de 19 ans, Wallace entre à l'Académie royale militaire de Sandhurst, avant d'être nommé commandant de peloton dans la garde écossaise. Au cours de ses huit ans de carrière dans l'armée, il sert en Allemagne, à Windsor, Chypre, en Amérique centrale et en Irlande du Nord. En 1992, il reçoit une Citation militaire britannique. Son dernier poste est celui de commandant de la Compagnie F de la garde écossaise. De 2003 à 2005, il est également directeur de QinetiQ, le laboratoire de la défense nationale britannique.

### Carrière politique

#### Parlement écossais
Après son départ de l'armée, il devient membre du Parlement écossais en 1999, pour la circonscription du Nord-Est de l'Écosse, avant de démissionner en 2003. Il est porte-parole des conservateurs écossais en matière de santé pendant cette période.

#### Parlement britannique
Wallace remporte la circonscription de Lancaster and Wyre lors des élections générales britanniques de 2005. En 2010, il est élu député de la circonscription nouvellement créée de Wyre and Preston North. Il conserve son siège en 2015 et 2017.
De 2005 à 2010, Wallace est membre du comité des Affaires écossaises. De 2006 à 2010, il est ministre d'État pour l'Écosse dans le cabinet fantôme de David Cameron, sous la direction du secrétaire d'État fantôme David Mundell. Il est également président du groupe parlementaire d'amitié avec l'Iran de 2006 à 2014. Le 13 novembre 2008, Wallace est élu Défenseur de l'Année dans The Spectator, pour son travail de promotion de la transparence des notes de frais parlementaires. En février 2008, en collaboration avec The Sunday Times, Wallace publie toutes les dépenses effectuées au titre de son mandat.
À la suite des élections de 2010, Wallace est nommé secrétaire parlementaire privé du secrétaire d'État à la Justice et lord chancelier puis ministre sans portefeuille Kenneth Clarke. Le 4 septembre 2012, Wallace refuse un poste de lord du Trésor au cours du remaniement ministériel pour continuer sa collaboration avec Clarke. En juillet 2014, alors que Clarke quitte le gouvernement, Wallace est nommé whip du gouvernement. En mai 2015, il est promu sous-secrétaire d'État parlementaire au Bureau pour l'Irlande du Nord. 

#### Fonctions ministérielles
Après le référendum sur l'appartenance du Royaume-Uni à l'Union européenne en 2016, durant lequel il soutient le maintien, Theresa May fait installer Wallace en tant que ministre d'État à la Sécurité au Bureau de l'Intérieur. Alors qu'il est nommé au Conseil privé en mars 2017 pour son rôle dans la coordination de la réponse du gouvernement à l'attentat de Westminster, au côté de Tobias Ellwood, son portefeuille est étendu en décembre suivant pour inclure les crimes économiques. 
En juillet 2019, lors de l'entrée en fonction de Boris Johnson en tant que Premier ministre, Wallace devient secrétaire d'État à la Défense, en remplacement de Penny Mordaunt.                                                                
Le 15 juillet 2023, il annonce quitter le gouvernement et ne se représentera pas aux législatives.

### Vie personnelle
En 2001, Ben Wallace épouse Liza, dont il a trois enfants. Il emploie sa femme à temps partiel comme assistante sur un salaire annuel de 29,000 £. Wallace réside actuellement près de Lancaster et à Londres,. Il est membre honoraire de la garde du corps de la Reine pour l'Écosse, la Compagnie royale des Archers.